# ديفيد كوكس (سياسي)
ديفيد كوكس (بالإنجليزية: David Cox)‏ هو موظف مدني وسياسي أسترالي، ولد في 1 أغسطس 1954 في دنيدن في نيوزيلندا. حزبياً، نشط في حزب العمال الأسترالي. وقد انتخب عضو مجلس النواب الأسترالي عن دائرة كينغستون ‏ (3 أكتوبر 1998 – 9 أكتوبر 2004).